# Маркитан Олена Миколаївна
Олена Миколаївна Маркита́н (8 січня 1961, Рождественка) — українська майстриня ляльок і педагог. Дружина художника Олексія Маркитана.

## Біографія
Народилася 8 січня 1961 року в селі Рождественці (нині Кабанбай-батира, Акмолинська область, Казахстан). Закінчила середню школу № 1 в місті Іллічівську; 1982 року — художньо-графічний факультет Одеського педагогічного інституту імені Костянтина Ушинського.
У 1984—1986 роках працювала на Миколаївському художньо-виробничому комбінаті. З 1996 року викладає в Миколаївській дитячій художній школі, де з 2013 року обіймає посаду старшого викладача.

## Творчість
За авторською технікою, використовуючи полімерну глину, тканини, акрилові фарби, створила ляльки «Дитинство», «Щастя поруч» (обидві — 2013), «Пори року», «Рушник», «Флора», «Та, яка запалює зірки» (усі — 2015), «Ангел» (2017) та інші. Деякі роботи зберігаються в галереї «Білий місяць» в Одесі.
Бере участь у міських та обласних мистецьких виставках з 2009 року. Персональна виставка відбулася в Миколаєві 2016 року.